# Franco Bechtholdt
Franco Bechtholdt Chervaz (* 15. August 1993 in Buenos Aires) ist ein argentinischer Fußballspieler, der zudem die chilenische Staatsangehörigkeit erlangte.

## Karriere
Franco Bechtholdt begann seine Karriere bei Curicó Unido, wo sein Vater Carlos Bechtholdt zuvor gespielt hatte und anschließend Sportdirektor wurde. Franco debütierte im September 2012 in der Primera B und spielte elf Jahre beim Verein. Größter Erfolg in dieser Zeit war die Meisterschaft der Primera B und der damit verbundene Aufstieg in die Primera División. Mit dem Abstieg 2023 wechselte er zu CD Cobresal, das sich als Vizemeister für die Copa Libertadores 2024 qualifiziert hatte.

## Erfolge
Curicó Unido
- Chilenischer Zweitligameister: 2016/17

## Sonstiges
Sein Vater Carlos (* 1969) und sein jüngerer Bruder Nicolás (* 1994) sind ebenfalls ehemalige Profifußballspieler. Franco Bechtholdt erlangte durch seine Zeit im Land die chilenische Nationalität.